# Gregory Stock
Gregory Stock (* 1949) ist ein US-amerikanischer Bioethiker und Autor.

## Leben und Wirken
Stock studierte Biophysik an der Johns Hopkins University in Baltimore, wo er den Bachelor und den Master erhielt (1971) und 1977 promoviert wurde. Von 1985 bis 1987 studierte er Wirtschaftswissenschaften an der Harvard Business School, wo er 1987 seinen MBA erhielt. Nach Aufenthalten an verschiedenen US-amerikanischen Hochschulen und Publikation einiger wissenschaftlicher Arbeiten zur Biophysik und Entwicklungsbiologie arbeitet er seit 1994 an der University of California, Los Angeles, wo er seit 1998 Direktor des Program on Medicine, Technology and Society an der dortigen School of Medicine ist.
Stock untersucht die gesellschaftlichen, medizinischen und wirtschaftlichen Auswirkungen neuer Technologien, wie der Gentechnik und der Bioinformatik. Für sein Buch Redesigning Humans wurde er im April 2003 mit dem Kistler Book Prize ausgezeichnet. Daneben erlangte er Bekanntheit durch sein Buch der Fragen, welches in mehr als zehn Sprachen übersetzt und mehr als zwei Millionen Mal verkauft wurde.

## Werke
- Photon spectroscopy. An assay of bacterial motility. Dissertation, Johns Hopkins University, Baltimore 1977.
- The Book of Questions. Workman, New York 1987, ISBN 0-89480-320-4 (deutsch: Das Buch der Fragen. Krüger, [Frankfurt am Main] 1988, ISBN 3-8105-1860-3)
- The Kids' Book of Questions. Workman, New York 1988, ISBN 0-89480-631-9 (deutsch: Das Fragenbuch für Kids (=Ravensburger Taschenbuch, Band 1794). Maier, Ravensburg 1991, ISBN 3-473-51794-1); überarbeitete und erweiterte Ausgabe, Workman Publishing, New York ca. 2004, ISBN 0-7611-3595-2
- The Book of Questions. Love and Sex. Workman, New York 1989, ISBN 0-89480-619-X
- The Book of Questions. Business, Politics, and Ethics. Workman, New York 1991, ISBN 1-56305-034-X
- Metaman. The Merging of Humans and Machines into a Global Superorganism. Simon & Schuster, New York, N.Y. 1993, ISBN 0-671-70723-X (auch als Metaman. Humans, machines, and the birth of a global super-organism. Bantam Press, London [u. a.] 1993, ISBN 0-593-02075-8)
- als Herausgeber: Engineering the human germline. An exploration of the science and ethics of altering the genes we pass to our children. Oxford University Press, New York, NY [u. a.] 2000, ISBN 0-19-513302-1
- Redesigning humans. Our inevitable genetic future. Houghton Mifflin, Boston [u. a.] 2002, ISBN 0-618-06026-X (auch als Redesigning humans. Choosing our children's genes. Profile, London 2003, ISBN 1-86197-551-1; und als Redesigning Humans. Choosing our genes, changing our future. Mariner Books, Houghton Mifflin, Boston 2003, ISBN 0-618-34083-1)